# Zenshu
Zenshu (jap. 全修。 Zenshū.) – serial anime wyprodukowany przez studio MAPPA, emitowany od stycznia do marca 2025.

## Fabuła
Historia koncentruje się na Natsuko Hirose, genialnej animatorce i reżyserce. Podczas zmagań z tworzeniem scenorysu do swojego najnowszego projektu, Hirose czyta artykuł w gazecie informujący, że reżyserka Opowieści o zagładzie – filmu anime, który mimo krytycznej porażki jest jej ulubionym – zmarła na skutek zatrucia pokarmowego. Chwilę później spotyka ją ten sam los. Po obudzeniu się w świecie Opowieści o zagładzie, Hirose odkrywa, że posiada moc ożywiania swoich animacji. Wykorzystuje ją, by zmienić tragiczną fabułę i przywrócić nadzieję światu anime, które zainspirowało ją do zostania animatorką w dzieciństwie.

## Bohaterowie
- Natsuko Hirose (jap. 広瀬ナツ子 Hirose Natsuko)

Seiyū: Anna Nagase 
- Luke Braveheart (jap. ルーク・ブレイブハート Rūku Bureibuhāto)

Seiyū: Kazuki Ura 
- Unio (jap. ユニオ Yunio)

Seiyū: Rie Kugimiya 
- Memmeln (jap. メメルン Memerun)

Seiyū: Minori Suzuki 
- QJ

Seiyū: Akio Suyama 
- Justice (jap. ジャスティス Jasutisu)

Seiyū: Romi Park 
- Destiny Heartwarming (jap. デステニー・ハートウォーミング Desutenī Hātou~ōmingu)

Seiyū: Manaka Iwami 

## Produkcja i wydanie
Seria została wyprodukowana przez studio MAPPA, reżyserią zajęła się Mitsue Yamazaki, a scenariusz napisała Kimiko Ueno. Sumie Noro pełniła funkcję asystentki reżysera, a muzykę skomponowała Yukari Hashimoto. Oryginalne projekty postaci stworzył Yoshiteru Tsujino, natomiast Kayoko Ishikawa dostosowała je do animacji. Serial był emitowany od 5 stycznia do 23 marca 2025 w TV Tokyo i innych stacjach. Motywem otwierającym jest „Zen” w wykonaniu Band-Maid, natomiast końcowym „Tada, kimi no mama de” (jap. ただ、君のままで) autorstwa Sou. Licencję na dystrybucję anime nabył Crunchyroll.